# Amt Golzow
Ej att förväxla med det historiska Amt Golzow i Kurfurstendömet Brandenburg.
Amt Golzow är ett kommunalförbund i östra delen av Brandenburg i Tyskland, beläget i Oderbruch-regionen i Landkreis Märkisch-Oderland vid floden Oder och gränsen mot Polen. Huvudort är Golzow. Kommunalförbundet hade 5 411 invånare år 2013.
I Amt Golzow ingår kommunerna:
- Alt Tucheband med orterna Alt Tucheband, Hathenow och Rathstock
- Bleyen-Genschmar med orterna Bleyen och Genschmar
- Golzow (huvudort)
- Küstriner Vorland med orterna Gorgast, Küstrin-Kietz och Manschnow
- Zechin med orterna Buschdorf, Friedrichsaue och Zechin